# 新井美菜
新井 美菜（あらい みな、1999年7月10日 - ）は、埼玉県出身の女子競輪選手。日本競輪選手会埼玉支部所属、ホームバンクは大宮競輪場。日本競輪学校（当時。以下、競輪学校）第116期生。師匠は岸澤賢太（91期）。

## 経歴
中学時代は陸上競技に打ち込み、川越工高校へ入学してから自転車競技を始め2016年インターハイスクラッチ4位、2015年全国高校選抜自転車競技大会2kmインディビデュアルパーシュート4位、スクラッチ3位という実績を残した。進学か就職か迷っているとき、部外コーチだった太田真一の影響で競輪選手になることを志したという。
2018年1月12日、競輪学校第116回技能試験に合格。在校競走成績は13位（6勝）。
2019年7月18日、高松競輪場でデビューし7着。初勝利は同年8月3日の玉野競輪場で挙げた。